# Kemy Rymańskie
Kemy Rymańskie (PLH320012) – obszar mający znaczenie dla Wspólnoty w północno-zachodniej Polsce, o powierzchni 2644,8 ha, w całości w woj. zachodniopomorskim, w powiecie kołobrzeskim, na Pobrzeżu Szczecińskim.
Obszar ochrony został utworzony w 2008 roku przez Komisję Europejską.

## Położenie
| Klasy siedlisk                         | Pokrycie w % |
| -------------------------------------- | ------------ |
| Lasy liściaste                         | 46%          |
| Siedliska łąkowe i zaroślowe (ogólnie) | 16%          |
| Siedliska rolnicze (ogólnie)           | 14%          |
| Lasy mieszane                          | 14%          |
| Lasy iglaste                           | 7%           |
| Wody śródlądowe (stojące i płynące)    | 3%           |
| Razem (Σ)                              | 100%         |

Zawiera tereny wschodniej części Równiny Gryfickiej. Największa część obszaru Kemy Rymańskie znajduje się w środkowej części gminy Rymań. Wschodni fragment obszaru leży w południowo-wschodnim krańcu gminy Siemyśl oraz w zachodnim krańcu gminy Gościno.
Obszar ochrony jest spójny, przy małym zwężeniu w części środkowej. Rozciąga się na długości ok. 13,5 km z południowego zachodu na północny wschód. Najszersza część ma ok. 3 km.
Granice Kemów Rymańskich obejmują tereny leśne od linii Starnin-Płonino w kierunku wschodnim, obszar na północ od wsi Rymań, na południe od wsi Rębice. Zwężenie przy miejscowościach Strzebielewo i Dębica. Tereny na południe od Jeziora Dębnickiego, następnie lasy po Dargocice wokół jeziora Kamienica do drogi Trzynik-Kamica.
Według danych z 2008 roku 80% gruntów obszaru stanowi własność Skarbu Państwa, a 20% stanowią obszary prywatne.
Obszar zabudowany stanowią północne części wsi: Leszczyn i Dębica, osady: Lędowa, Małobór, Gołkowo.
Obszar ten charakteryzuje się bardzo zróżnicowanym ukształtowaniem terenu. Typowe dla tych okolic są wyraźnie zaznaczające się w krajobrazie wzniesienia kemowe, które mają do 35 m wysokości (względnej). 
Ok. 1,3 km na północ od Rymania znajduje się najwyższe nienazwane wzniesienie tego obszaru o wysokości 85,6 m n.p.m. Ok. 1 km na północny zachód o niego znajduje się Kobyla Góra (82,6 m n.p.m.).
Inne nazwane wzniesienia: Dębowa Góra (78 m n.p.m.), Łysica (76,5 m n.p.m.), Raciborskie Góry (74,8 m n.p.m.), Niedźwiedzianka (75,2 m n.p.m.).

## Przyroda
Kemy Rymańskie stanowią kompleks leśno-łąkowy, który łączy dwa rzeczne korytarze ekologiczne doliny Mołstowej oraz korytarz Dębosznicy i Błotnicy. Wzniesienia kemowe pokrywają lasy, głównie kwaśne dąbrowy (z dużą powierzchnią starodrzewi) z masowo występującą borówką czarną, orlicą pospolitą i trzcinnikiem leśnym. Wokół kemów sąsiednie obniżenia zajmują łąki, torfowiska mszarne i lasy bagienne. Za ich walory przyrodnicze uznaje się rozległe bagienne brzeziny i lasy brzozowo-sosnowe oraz lasy łęgowe, grądy, żyzne i kwaśne buczyny oraz kompleksy wilgotnych łąk i szuwarów. Na całym obszarze rozproszone są niewielkie, lecz dobrze zachowane mszary śródleśne, źródliska, murawy napiaskowe i świeże łąki.
| Nazwa siedliska                                                                                    | Pokrycie w % |
| -------------------------------------------------------------------------------------------------- | ------------ |
| Starorzecza i naturalne eutroficzne zbiorniki wodne ze zbiorowiskami z Nympheion, Potamion         | 1,00%        |
| Naturalne, dystroficzne zbiorniki wodne                                                            | 0,05%        |
| Ciepłolubne, śródlądowe murawy napiaskowe (Koelerion glaucae)                                      | 0,20%        |
| Ziołorośla górskie (Adenostylion alliariae) i ziołorośla nadrzeczne (Convolvuletalia sepium)       | 0,10%        |
| Niżowe i górskie świeże łąki użytkowane ekstensywnie (Arrhenatherion elatioris)                    | 0,60%        |
| Torfowiska wysokie z roślinnością torfotwórczą (żywe)                                              | 0,10%        |
| Torfowiska przejściowe i trzęsawiska (przeważnie z roślinnością z Scheuchzerio-Caricetea)          | 0,60%        |
| Obniżenia na podłożu torfowym z roślinnością ze związku Rhynchosporion                             | 0,10%        |
| Górskie i nizinne torfowiska zasadowe o charakterze młak, turzycowisk i mechowisk                  | 20,35%       |
| Kwaśne buczyny (Luzulo-Fagenion)                                                                   | 5,50%        |
| Żyzne buczyny (Dentario glandulosae-Fagenion, Galio odorati-Fagenion)                              | 10,50%       |
| Grąd subatlantycki (Stellario-Carpinetum)                                                          | 7,50%        |
| Pomorski kwaśny las brzozowo-dębowy (Betulo-Quercetum)                                             | 17,00%       |
| Bory i lasy bagienne (Vaccinio uliginosi-Betuletum pubescentis, Vaccinio uliginosi-Pinetum, Pino)  | 5,20%        |
| Łęgi wierzbowe, topolowe, olszowe i jesionowe (Salicetum albo-fragilis, Populetum albae, Alnenion) | 1,00%        |

Nadzór nad obszarem sprawują: Regionalny Dyrektor Ochrony Środowiska w Szczecinie oraz Nadleśnictwo Gościno.